# Joachim Schulte (General)
Joachim Schulte (* 29. Oktober 1928) ist ein Generalmajor außer Dienst des Heeres der Bundeswehr und ehemaliger Abteilungsleiter im Bundesnachrichtendienst.

## Leben
Schulte gehörte der Fernmeldetruppe an. Von 1962 bis 1964 absolvierte er den 5. Generalstabslehrgang Heer an der Führungsakademie der Bundeswehr in Hamburg, wo er zum Offizier im Generalstabsdienst ausgebildet wurde. Von Oktober 1977 bis März 1980 war er als Brigadegeneral und als Nachfolger von Günther Schneider der Stabsabteilungsleiter VII (Fernmeldewesen, Elektronik) im Führungsstab der Streitkräfte im Bundesministerium der Verteidigung auf der Hardthöhe in Bonn. Im April 1980 übergab er an Joachim Sochaczewski und wechselte in den Bundesnachrichtendienst nach Pullach im Isartal, ledendiert zum Amt für Militärkunde nach München.  Dort wurde er, als Nachfolger von Hubertus Großler, Abteilungsleiter II (Technische Aufklärung). Nach sieben Jahren in dieser Funktion übergab er die Amtsgeschäfte und wurde mit Ablauf des März 1987 in den Ruhestand versetzt.